# Bathymedon candidus
Bathymedon candidus is een vlokreeftensoort uit de familie van de Oedicerotidae. De wetenschappelijke naam van de soort is voor het eerst geldig gepubliceerd in 1961 door J.L. Barnard.